# ドゥニ・メノーシェ
ドゥニ・メノーシェ（仏: Denis Ménochet、1976年9月18日 - ）は、フランスの俳優。デニス・メノシェとも表記される。フランス語と英語の完璧なバイリンガルで、イギリスやアメリカ合衆国などのテレビドラマや映画にも出演している。
フランスの日刊紙「リベラシオン」はメノーシェについて「リノ・ヴァンチュラのような体格とジャン・ギャバンのような存在感」と評している。

## 略歴
1976年にフランスのアンギャン＝レ＝バンで、パイプラインや石油採掘を専門とするエンジニアの父ジャックと司書の母フランソワーズの間に生まれる。生まれたのは病院のエレベーターの中で、保育器に入れられた。3兄弟の長男で、弟には4歳下のダヴィッドと10歳下のオーレリアンがいる。幼少期はノルウェーや米テキサス州、ドバイの郊外で過ごし、10歳でフランスに戻る。
理学療法士を目指していたが、パリの「Acting International」で演技を学び、2003年に俳優デビューする。
その後もウェイターや運転手などの仕事を続けていたが、クエンティン・タランティーノ監督の2009年の映画『イングロリアス・バスターズ 』の冒頭でクリストフ・ヴァルツと対峙したシーンで知られるようになる。
2011年の映画『Les Adoptés』で第17回リュミエール賞の最優秀新人男優賞を受賞している。
2013年にロンドン西部に拠点を移す。
2017年の映画『ジュリアン』で第44回セザール賞の主演男優賞に、2018年の映画『グレース・オブ・ゴッド 告発の時』で第45回セザール賞の助演男優賞にノミネートされるがいずれも受賞は果たしてない。
2022年の映画『ザ・ビースト』（日本での一般劇場公開時に『理想郷』と改題）で第35回東京国際映画祭の最優秀男優賞を受賞した。
その『理想郷』の撮影が始まる前、パンデミックが原因で生活を変えなければならず、人生を変えようと引越しを決心、ロンドンは地価や物価が高すぎたことから、田舎暮らしの方が良いと考え、フランス・ブルターニュに移住する。

## 私生活
10歳でフランスに戻った際にスケートボードに出会い、成人後も続けている。また、子供時代は引っ越しが多かったため、周囲に受け入れられるためにユーモアのセンスを身につけたとインタビューで述べている。さらに同じインタビューで「誰に投票するか、誰と暮らしているかは言わない。私は白紙のままでいたい、それが私の権利だ」と言明している。

## 主な出演作品
| 公開年 | 日本語題 原題                                                                           | 役名                     | 備考                                                                                       |
| ------ | --------------------------------------------------------------------------------------- | ------------------------ | ------------------------------------------------------------------------------------------ |
| 2003   | トレジャーハンターシリーズ Adventure Inc.                                               | ニコス                   | シーズン1の第20話「The Price of the Oracle」に出演                                         |
| 2007   | ハンニバル・ライジング Hannibal Rising                                                  | 警察本部長               |                                                                                            |
| 2007   | エディット・ピアフ〜愛の讃歌〜 La Môme                                                  | ジャーナリスト           |                                                                                            |
| 2007   | ソフィー・マルソーの過去から来た女 La Disparue de Deauville                             | ジャン＝リュック         |                                                                                            |
| 2008   | 女警部ジュリー・レスコー Julie Lescaut                                                  | パトリック               | シーズン18の第2話「Défendre jusqu'au bout」に出演                                          |
| 2008   | ココ・シャネル Coco Chanel                                                              |                          | テレビ映画                                                                                 |
| 2009   | イングロリアス・バスターズ Inglourious Basterds                                         | ペリエ・ラパディット     |                                                                                            |
| 2010   | 黄色い星の子供たち La rafle                                                             | コロー                   |                                                                                            |
| 2010   | ロビン・フッド Robin Hood                                                               | アデマール               |                                                                                            |
| 2010   | 晴れ、ときどきリリー Pieds nus sur les limaces                                          | ピエール                 | 日本劇場未公開、WOWOWにて放映                                                              |
| 2010   | 名探偵ポワロ Agatha Christie's Poirot                                                   | ピエール・ミシェル       | テレビ映画 シーズン12の第3話「オリエント急行の殺人」に出演                                 |
| 2011   | スカイラブ Le Skylab                                                                    | ロジェおじさん           |                                                                                            |
| 2011   | スペシャル・フォース Forces spéciales                                                   | リュカ                   | 日本劇場未公開、WOWOWにて放映 別題『スペシャル・フォース 壮絶!人質奪還作戦』               |
| 2012   | 危険なプロット Dans la maison                                                           | ラファ・アルトール（父） |                                                                                            |
| 2013   | すべてを失う前に Avant que de tout perdre                                               | アントワーヌ             | 短編、日本劇場未公開 第86回アカデミー賞短編映画賞ノミネート                                |
| 2013   | グランド・セントラル Grand Central                                                      | トニ                     | 日本劇場未公開                                                                             |
| 2015   | 疑惑のチャンピオン The Program                                                          | ヨハン・ブリュイネール   |                                                                                            |
| 2016   | ザ・ダンサー La danseuse                                                                | ルベン（主人公の父親）   |                                                                                            |
| 2016   | アサシンクリード Assassin's Creed                                                       | マクゴーウェン           |                                                                                            |
| 2017   | ジュリアン Jusqu'à la garde                                                             | アントワーヌ・ベッソン   | 『すべてを失う前に』の長編バージョン                                                       |
| 2018   | エンテベ空港の7日間 7 Days in Entebbe                                                   | ジャック・ル・モワンヌ   |                                                                                            |
| 2018   | マグダラのマリア Mary Magdalene                                                         | ダニエル                 |                                                                                            |
| 2018   | グレース・オブ・ゴッド 告発の時 Grâce à Dieu                                            | フランソワ・ドゥボール   |                                                                                            |
| 2019   | 悪なき殺人 Seules les bêtes                                                             | ミシェル                 | 第32回東京国際映画祭上映時のタイトルは『動物だけが知っている』                             |
| 2021   | モーリタニアン 黒塗りの記録 The Mauritanian                                             | エマヌエル               |                                                                                            |
| 2021   | フレンチ・ディスパッチ ザ・リバティ、カンザス・イヴニング・サン別冊 The French Dispatch | 看守                     |                                                                                            |
| 2022   | 苦い涙 Peter von Kant                                                                   | ピーター・フォン・カント | 1972年の西ドイツ映画『ペトラ・フォン・カントの苦い涙』の主人公を男性に置き換えたリメイク。 |
| 2022   | 理想郷 As bestas                                                                        | アントワーヌ             | 第35回東京国際映画祭上映時のタイトルは『ザ・ビースト』                                     |
| 2023   | ボーはおそれている Beau Is Afraid                                                       |                          |                                                                                            |